# Hans Frank
Hans Frank (Karlsruhe, 23 de mayo de 1900-Núremberg, 16 de octubre de 1946) fue un abogado, político, criminal de guerra nazi y un alto funcionario en la Alemania nazi. El 12 de octubre de 1939 fue nombrado gobernador general de la Polonia ocupada por Alemania, convirtiéndose en el jefe civil del territorio durante los siguientes cinco años y tres meses. Allí fue responsable de la deportación de los judíos polacos a guetos para preparar el Holocausto, del asesinato de cientos de miles de polacos y de la deportación de cientos de miles o de cerca de un millón de obreros y obreras polacos a fábricas alemanas como mano de obra esclava. El 17 de enero de 1945, con la ofensiva soviética del Vístula-Óder,[cita requerida] tuvo que salir del territorio polaco y el 4 de mayo de 1945 fue apresado por tropas estadounidenses. Fue puesto a disposición del Tribunal Militar Internacional y le procesaron durante los juicios de Núremberg por su papel en perpetrar el Holocausto[cita requerida] y se le encontraría culpable de crímenes de guerra y crímenes contra la humanidad. Por ello fue condenado a la horca y ejecutado el 16 de octubre de 1946.

## Biografía

### Carrera política
Frank nació en Karlsruhe. De 1906 a 1918 asiste a la escuela, primero a la Volksschule y luego a un Gymnasium, que termina con el Abitur, título escolar que le permite a estudiar en una universidad. Se alistó en el ejército bávaro voluntariamente en 1918, pero no combatió en la Primera Guerra Mundial. Fue miembro de los Freikorps de abril a octubre de 1919 y nuevamente de junio a octubre de 1920. Se inscribió en 1919 en el Partido Obrero Alemán (DAP), partido que se convertiría después en el Partido Nacionalsocialista Obrero Alemán (NSDAP). En 1923 se hizo miembro de las SA (el 28 de septiembre) y del NSDAP (el 3 de octubre), pero iba a ingresar y salir del partido dos veces. Finalmente se hizo miembro permanente del NSDAP en 1927.
Estudió Leyes y Ciencias Económicas de 1919 a 1926, pero interrumpió sus estudios porque participó en el Putsch de Múnich (que tuvo lugar el 8 y 9 de noviembre de 1923) e inmediatamente después huyó a Austria. Regresó a Alemania en 1924 y el mismo año se doctoró en la Universidad de Kiel, aprobando el examen final del Estado en 1926. Después de estudiar, primero fue empleado en un bufete, pero ya en 1927 fundó su propio bufete. En el mismo año comenzó a hacerse cargo de la defensa penal de miembros del NSDAP. De 1926 a 1927 además fue asistente en la facultad de Derecho de la Escuela Superior Técnica de Múnich.
De 1927 a 1933 Hans Frank representó al NSDAP como abogado en más de 2400 juicios. También asesoró a Adolf Hitler y le representó en más de 150 juicios. Inspirado por él, Frank fundó en 1928 la Asociación de Juristas Alemanes Nacionalsocialistas (Bund Nationalsozialistischer Deutscher Juristen), encargada de prestar asistencia jurídica al NSDAP, que se enfrentaba cada vez más a procesos penales porque crecía el número de miembros de sus violentas asociaciones paramilitares. Frank fue elegido diputado en el Reichstag en 1930 y siguió siendo miembro del Reichstag (Mitglied des Reichstags o MdR) para el NSDAP hasta 1945. Entre el 12 de abril de 1933 y el 4 de diciembre de 1934 fue ministro de Justicia para el estado de Baviera.
Dio el visto bueno a las matanzas extrajudiciales, como las que estaban teniendo lugar en el campo de concentración de Dachau y también durante la Noche de los Cuchillos Largos.
A partir de 1934 se convirtió en ministro del Reich sin cartera. El punto de vista de Frank por los requerimientos en los procesos judiciales no debe ser exagerada: 

El papel [del juez] es el de salvaguardar el orden concreto de la comunidad racial, para eliminar los elementos peligrosos, para enjuiciar a todos los actos perjudiciales para la comunidad, y para arbitrar en los desacuerdos entre los miembros de la comunidad. La ideología nacionalsocialista, especialmente en lo que se expresa en el programa del Partido y en los discursos de nuestros Líderes, es la base para la interpretación de las fuentes legales.

### Gobernador general

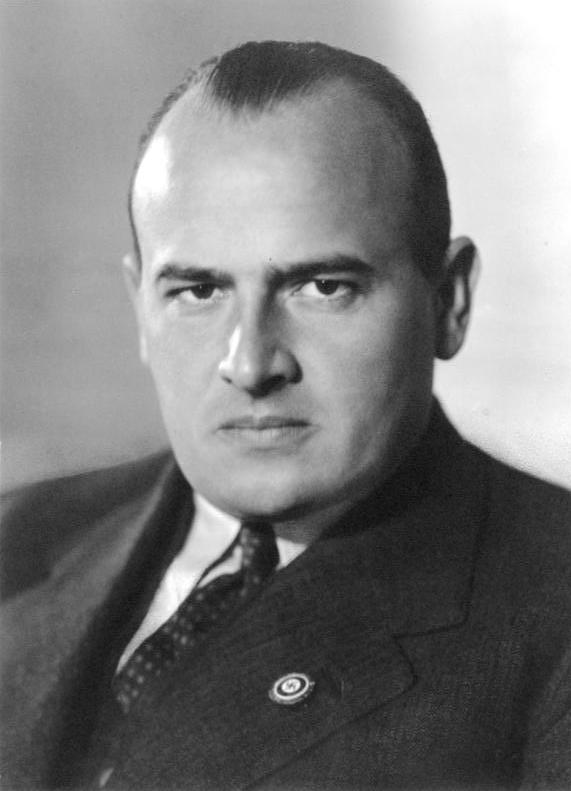
Hans Frank, hacia 1939.

Antes de la invasión alemana de Polonia de 1939, Alemania y la URSS habían acordado repartirse Polonia. El 25 de septiembre de 1939 Hans Frank fue asignado como jefe de la administración civil en el Gobierno General, el territorio polaco ocupado por Alemania, mientras que Gerd von Rundstedt encabezó la administración militar. El 12 de octubre de 1939, después de la disolución de la administración militar, Hans Frank fue nombrado gobernador general de los territorios polacos conquistados por Alemania. Se le concedió el grado de SS-Obergruppenführer. Ordenó la deportación de los judíos polacos a guetos para preparar el Holocausto, el asesinato de cientos de miles de polacos y la deportación de cientos de miles o de cerca de un millón de obreros y obreras polacos a fábricas alemanas como mano de obra esclava. Bajo Frank, muchas leyes establecieron la tiranía alemana, obligando a la población polaca, en particular de origen judío y de fe judía, a vivir bajo un estado jurídico especial y declasificándola jurídicamente en todos los ámbitos de la vida. Hasta 1944, la vida en el gobierno general estaba determinada por las necesidades de la economía de guerra alemana, por la cual tuvo lugar la máxima explotación personal y económica de la Polonia ocupada, mientras que las SS y la policía, con el apoyo de Frank, dominaban el territorio ocupado mediante el terror, la deportación y el asesinato.
En 1942 Hans Frank perdió sus cargos en el partido (pero se quedó con el cargo de ministro del Reich sin cartera y de gobernador general de los territorios polacos ocupados) después de que Hitler se molestara con una serie de discursos en Berlín, Viena, Heidelberg, y Múnich, en los que Frank abogó por un Estado de derecho basado en la Volksgemeinschaft o comunidad popular nacionalsocialista y se opuso a la creación de un Estado de régimen policial. Otra razón por la cual Frank perdió poder fue una lucha por la Secretaría para la Seguridad con Friedrich Wilhelm Krüger, el jefe del Estado de las SS y Policía en el Gobierno General. Pero Krüger fue sustituido en última instancia por Wilhelm Koppe. A Frank se le encomendó más adelante el exterminio de judíos, que fue controlado enteramente por Heinrich Himmler y las SS. Sobre la «cuestión judía», Frank dejó clara su posición ante su gabinete:

Señores, debo pedirles que abandonen la compasión. Debemos aniquilar a los judíos.

A comienzos de 1944 sufrió un intento de asesinato orquestado por el Estado secreto polaco en la noche del 29 al 30 de enero (coincidiendo con el 11.º aniversario de la llegada al poder de Hitler) en Szarów, junto a Cracovia. El tren en el que viajaba Frank iba a Lvov y descarriló después de que un artefacto explosivo estallase pero nadie resultó muerto y por tanto el intento fracasó. Para esta época, el poder militar alemán estaba en retirada en todos los frentes y en julio de 1944 el Ejército Rojo entró en el territorio del Gobierno General, llegando hasta las afueras de Varsovia. Fue entonces cuando tuvo lugar el Levantamiento de Varsovia, con la posterior represión alemana y destrucción de la antigua capital. A comienzos de 1945 el antiguo Gobierno General fue liberado por las tropas soviéticas en el marco de la ofensiva del Vístula-Óder y con ello Frank tuvo que huir de Cracovia, siendo capturado por tropas americanas en Tegernsee (Baviera), el 3 de mayo de 1945.

### Juicios de Núremberg
Después de ser capturado, trató de suicidarse cortándose la garganta, y dos días después, se laceró el brazo izquierdo al intentar cortarse las venas en un segundo intento fallido de suicidio. Más tarde fue enviado y puesto a disposición del Tribunal Militar Internacional de Núremberg en noviembre de 1945. En el tiempo que duraron los juicios renovó la práctica del catolicismo de su niñez y entregó voluntariamente unos cuarenta volúmenes de sus diarios personales a los aliados, que fueron utilizados contra él como pruebas en el juicio. Durante su testimonio, dijo que presentó peticiones de dimisión a Hitler en catorce ocasiones, pero Hitler no permitió que dimitiera. 

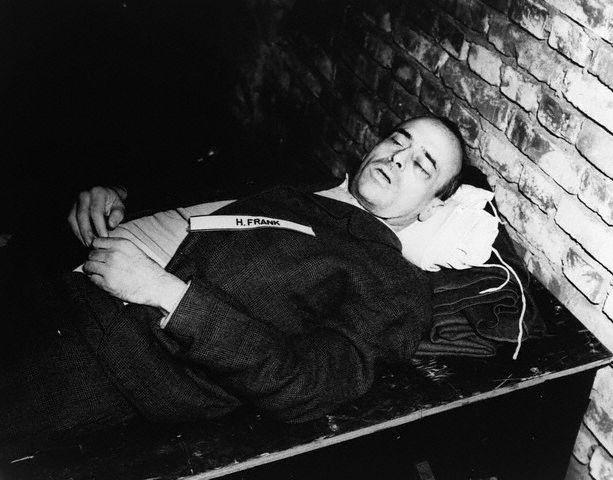
Hans Frank ejecutado, el 16 de octubre de 1946.

Fue declarado culpable de crímenes de guerra y crímenes contra humanidad, siendo condenado a muerte el 1 de octubre de 1946. El periodista Howard K. Smith escribió de su ejecución: 

La cara de Frank era la siguiente, en el desfile de la muerte: «él era el único condenado con una sonrisa». Aunque estaba nervioso y tragando saliva con frecuencia, este hombre, que se convirtió al catolicismo romano después de su detención y antes de ser ejecutado, contestó en voz baja, casi en un susurro: «estoy agradecido por el buen tratamiento durante mi cautiverio y pido que Dios me acepte con misericordia».